# Archiborborus annulatus
Archiborborus annulatus är en tvåvingeart som beskrevs av Richards 1963. Archiborborus annulatus ingår i släktet Archiborborus och familjen hoppflugor. Inga underarter finns listade i Catalogue of Life.